# كارل ألفورد
كارل ألفورد (بالإنجليزية: Carl Alford)‏ هو لاعب كرة قدم بريطاني في مركز الهجوم، ولد في 11 فبراير 1972 في Denton, Greater Manchester ‏ في المملكة المتحدة. شارك مع منتخب إنجلترا لكرة القدم C ‏. أما مع النوادي، فقد لعب مع روشدين ودايموندز وستوكبورت كونتي وستيفيناغ بوروه وماكليسفيلد تاون ونادي بيرنلي ونادي دوفر أثليتيك ونادي دونكاستر روفرز ونادي روتشديل ونادي كيترينغ تاون ونادي موركامب ونادي ويتون ألبيون ويوفل تاون.

## وصلات خارجية
- كارل ألفورد على موقع Soccerbase.com (لاعب) (الإنجليزية)